# Megarthrus denticollis
Megarthrus denticollis är en skalbaggsart som först beskrevs av Beck 1817.  Megarthrus denticollis ingår i släktet Megarthrus, och familjen kortvingar. Arten är reproducerande i Sverige.